# Каризоло
Каризоло (итал. Carisolo) је насеље у Италији у округу Тренто, региону Трентино-Јужни Тирол.
Према процени из 2011. у насељу је живело 940 становника. Насеље се налази на надморској висини од 797 м.

## Становништво
| 1931. | 1936. | 1951. | 1961. | 1971. | 1981. | 1991. | 2001. | 2011. |
| ----- | ----- | ----- | ----- | ----- | ----- | ----- | ----- | ----- |
| 503   | 477   | 560   | 560   | 624   | 758   | 807   | 918   | 984   |

## Партнерски градови
- Даун